# مشقیتا
مشقیتا (به عربی: مشقیتا) یک روستا در سوریه است که در استان لاذقیه واقع شده‌است. مشقیتا ۲٬۳۷۶ نفر جمعیت دارد.